# Karmen Koljanin
Karmen Škara (r. Koljanin, 30. travnja 1997.), hrvatska gimnastičarka. Hrvatska je državna reprezentativka. Sudionica je svjetskog prvenstva koje se je održalo od 21. listopada do 18. studenoga 2015. godine u Glasgowu.

## Element "Koljanin"
Izmislila je novi element na gredi: 3.5 okreta oko uzdužne osi na jednoj nozi u čučnju.